# Manuel I. Trapezuntski
Manuel I. (grčki Μανουήλ Α΄ Μέγας Κομνηνός, Manouēl I Megas Komnēnos) (? - 1263.) bio je car Trapezuntskog Carstva koji je vladao tom državom 1238. – 1263.
Mihael Panaretos spominje Manuela kao velikog generala koji je bio "mio Bogu".
Mihael također spominje da se tijekom Manuelove vladavine u Trapezuntu dogodila velika nesreća - veliki požar u siječnju 1253.
Prije tog požara, 1243., trapezuntska vojska je pomogla Turcima Seldžucima u borbi protiv Mongola. Manuel je sam posjetio dvor kana Güyüka.
Dana 24. lipnja 1254. Manuel je osvojio grad Sinop.
Manuel je poznat po tom što je dao iskovati velik broj novčića. Gruzijska riječ za novac - kirmaneoul - izvedena je od riječi "kuros Manuel".
Car Manuel je obnovio manastir Aja Sofija u Trabzonu.
Kad je Mihael VIII. Paleolog osvojio Konstantinopol 1261., tražio je od Manuela da odbaci svoju titulu "car Rimljana".

## Obitelj
Manuel je bio sin cara Aleksija I. i Teodore te brat Komnene i cara Ivana I.
Manuel je imao tri supruge:
- Ana Xylaloe[1]
- Rusudan
- Irena Syrikaina

Ana mu je rodila Andronika II. Trapezuntskog, Rusudan kćer Teodoru, a Irena Georgija Trapezuntskog, Ivana II. Trapezuntskog i barem dvije kćeri.